# 江作汉
丹斯里拿督斯里江作汉（1950年9月15日—），出生於馬來西亞霹靂州實兆遠甘文閣新村，祖籍福建省福州市閩侯縣，前马来西亚交通部长及房屋及地方政府部长，前霹雳州红土坎国阵马华公会国会议员，前任马华公会总秘书。